# Sladen Summit
Sladen Summit är en bergstopp i Antarktis. Den ligger i Östantarktis. Nya Zeeland gör anspråk på området. Toppen på Sladen Summit är 3 395 meter över havet, eller 444 meter över den omgivande terrängen. Bredden vid basen är 5,9 km. Sladen Summit ingår i Royal Society Range.
Terrängen runt Sladen Summit är kuperad åt nordväst, men åt sydost är den bergig. Trakten är obefolkad. Det finns inga samhällen i närheten. 